# Stambruges
Stambruges est une section de la commune belge de Belœil située en Wallonie picarde dans la province de Hainaut.

## Géographie
Situé au sud de Belœil et à l'est de Quevaucamps, c'est un village pittoresque aux maisons en pierre de sable et animé de nombreuses festivités durant toute l'année.
Le village est connu pour la forêt domaniale de Stambruges et le site de la mer de sable (réserve naturelle), la chapelle de l'Ercompuch (aussi désignée erronément Chapelle de l'Arbre au Puits) mais également depuis le XXIe siècle pour ses sorcières et leur sabbat (folklore). Au XIXe et au XXe siècle, il fut surtout connu au travers de ses marchands ambulants (d'où l'appellation de « campenaires ») qui pouvaient tout commercialiser mais qui furent principalement connu pour le commerce du houblon et de la toile.

## Évolution démographique
- Sources : INS, Rem. : 1831 jusqu'en 1970 = recensements, 1976 = nombre d'habitants au 31 décembre.
- 1970: Annexion de Grandglise en 1963.

## Histoire
Avant 1963, il s'agissait d'une commune à part entière. Elle a été fusionnée avec la commune de Grandglise en 1963 pour former la commune de Stambruges-Grandglise. Celle-ci a ensuite été intégrée à l'entité de Beloeil lors de la fusion des communes de 1977.

## Patrimoine et culture

### Patrimoine architectural et naturel

#### L'arbre votif
Un robinier, situé à proximité d'une chapelle dédiée à Notre-Dame des bois dite chapelle de « l'Erconpuch », a servi d'arbre sur lequel étaient déposés des ex-voto principalement en remerciement de grâces reçues pour des enfants.
En 2009, il a été abattu par le vent. Il a depuis lors été remplacé dans la ferveur populaire par un chêne croissant quelques mètres plus loin. Selon une tradition, des personnes souffrantes viennent y accrocher des ex-voto — pansements, vêtements, etc. — dans l'espoir de transférer à l'arbre les maladies dont elles sont atteintes et dont elles espèrent ainsi être guéries.

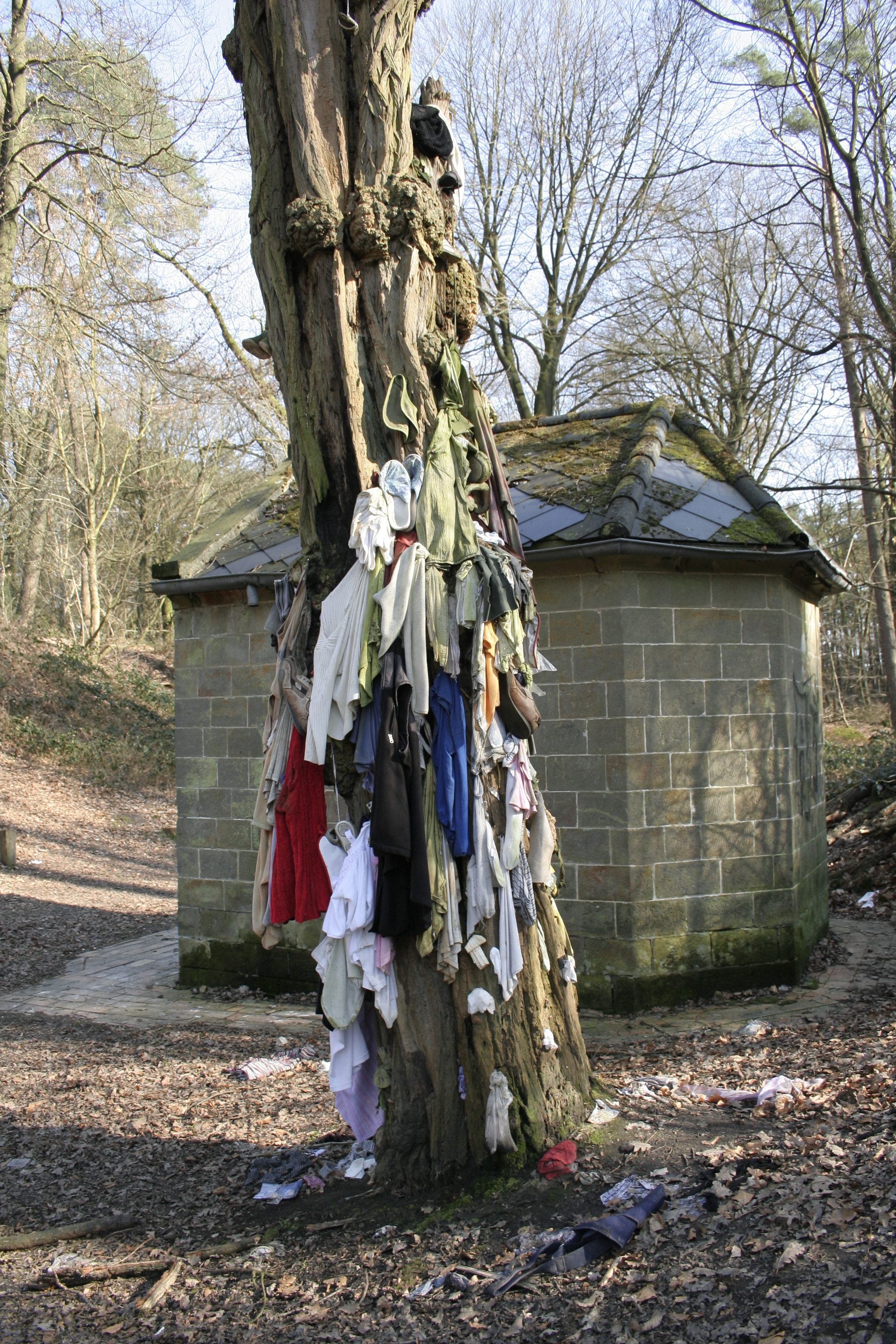
Le robinier de Notre-Dame au Puits en 2007.
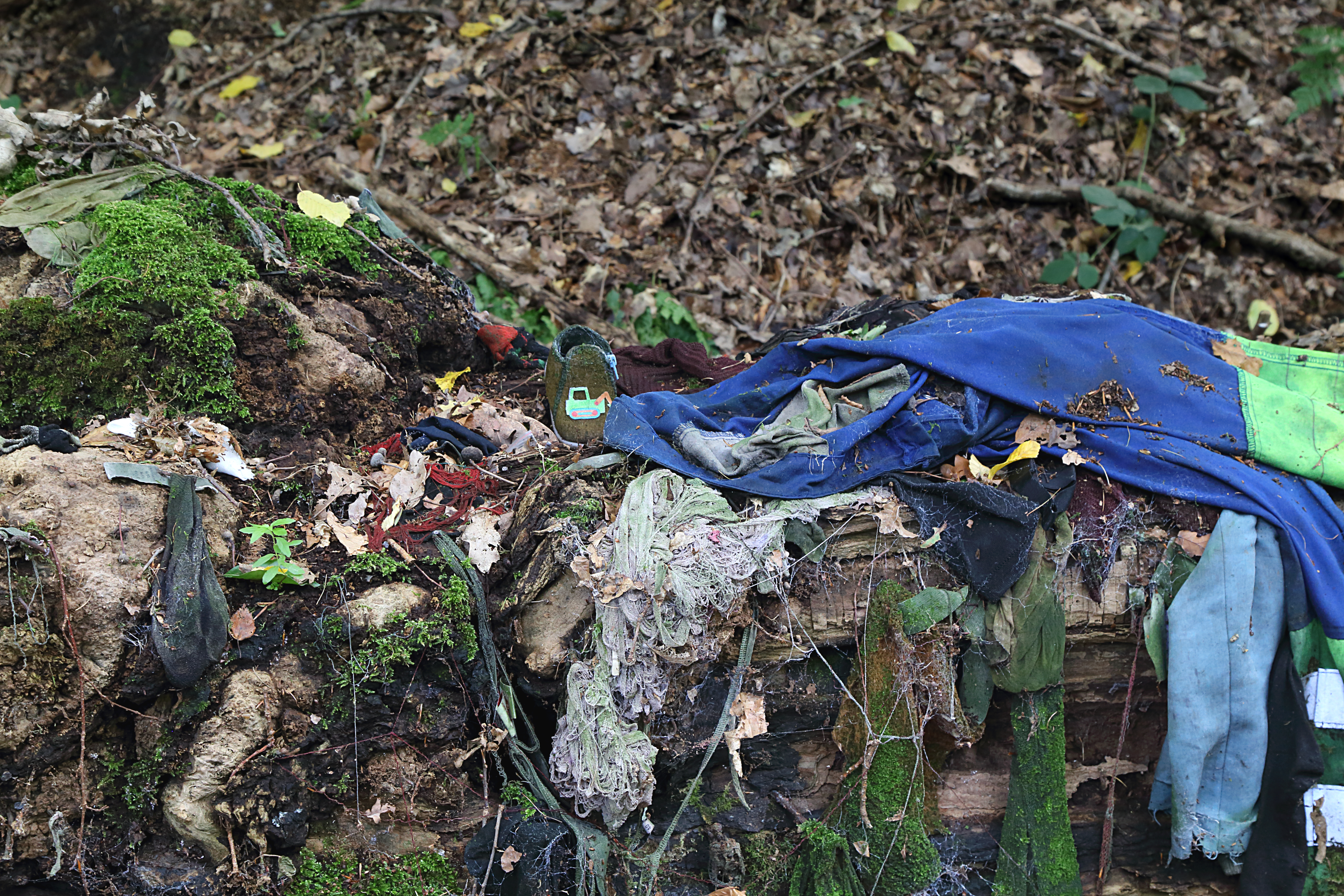
Le robinier en 201… ce qu'il en reste.
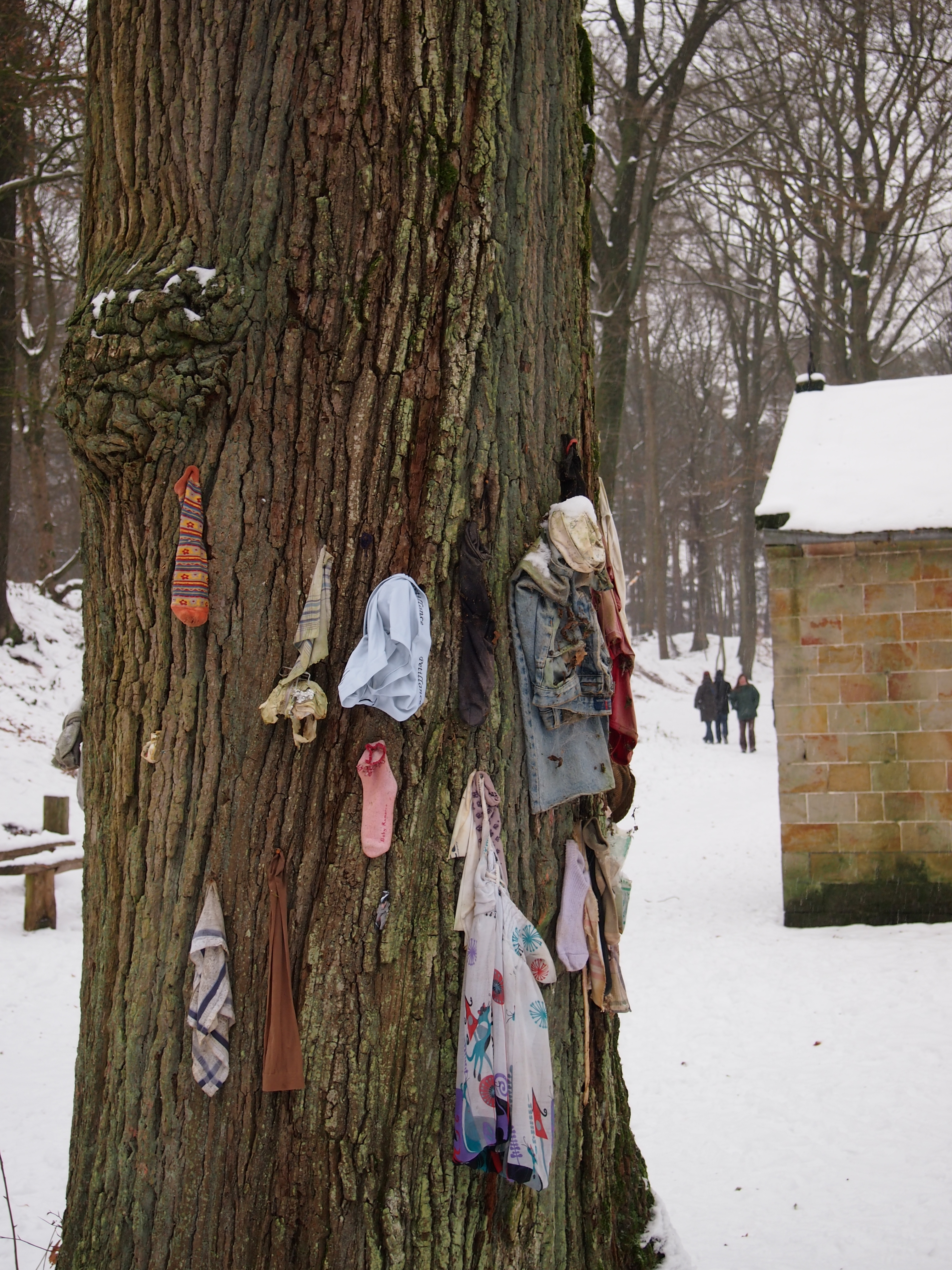
2013, un chêne est devenu le nouvel arbre à loques de Stambruges

## Sport et vie associative

### Sport
- JS Stambruges, club de basketball ayant évolué jusqu'en Régionale 1 (antichambre des divisions nationales).